# Aeroporto di Venaria Reale
L'aeroporto di Venaria Reale è un aeroporto militare italiano situato a 5 km a nord della città di Torino, nel territorio del comune di Venaria Reale. La struttura, intitolata alla memoria di Mario Santi, è dotata di due piste in erba lunghe 600 e larga 30 m la principale, e 400 m la secondaria. L'orientamento della pista principale è RWY 15-33. L'aeroporto è gestito dall'Esercito Italiano ed è sede del 34º Distaccamento Permanente "TORO" dell'Aviazione dell'Esercito.
È il primo e più antico scalo aeroportuale militare italiano, poiché fondato nel 1909.

## Storia

Il triplano Faccioli nel 1909.

Proprio a Venaria, utilizzando i terreni demaniali della vicina Reggia di Venaria Reale, secondo alcune fonti vennero messi a punto i velivoli disegnati dal pioniere dell'aviazione Aristide Faccioli che nel 1909 fece volare il triplano Faccioli n. 1, primo aereo di progettazione e costruzione interamente italiani, pilotato in quell'occasione dal figlio Mario. Il campo di Venaria condivideva le attività pionieristiche di aviazione con il vicino Aeroporto di Torino-Mirafiori, inaugurato ufficialmente nel 1911, in origine un ippodromo, sede anch'esso di hangar-officina di Faccioli, e secondo altre fonti il luogo dove avvenne il primo decollo del velivolo interamente italiano costruito dall'ingegnere torinese. Al Faccioli n.1, andato distrutto dopo i primi voli, seguirono altri velivoli che utilizzarono il campo di Venaria, ormai un vero e proprio aeroporto militare. I Faccioli si trasferirono nelle aree demaniali di Cameri per continuare le sperimentazioni che si conclusero tragicamente con la morte di Mario in un incidente di volo nel 1915, cui seguì quattro anni dopo il suicidio del padre Artistide.
Durante la prima guerra mondiale il Regio Esercito utilizzò il campo per le attività della scuola di pilotaggio che insieme all'Aeroporto di Mirafiori fino alla fine delle ostilità nel 1918 fece conseguire il brevetto di pilotaggio a 350 aviatori militari, tra cui i più celebri assi del conflitto.
Una Sezione Difesa nacque nell'aprile 1918 dotata di Savoia-Pomilio SP.2.
Dalla fine del 1920 era sede della 39ª Squadriglia fino all'estate 1921.
Nel 1923 vi rinacque il 13º Gruppo caccia della Regia Aeronautica.
Al 10 giugno 1940 ospitava la 31ª Squadriglia Ricognizione, la 39ª Squadriglia Ricognizione (IMAM Ro.37) e la 40ª Squadriglia Ricognizione (IMAM Ro.37) dell'Aviazione Ausiliaria per l'Esercito. 
Nel giugno 1942 vi operava la 123ª Squadriglia del 73º Gruppo Osservazione Aerea sui Caproni Ca.313.
Ai primi di settembre 1943 vi operava il 71º Gruppo Volo del 20º Stormo da Osservazione Aerea.
Nel 2009 Torino ha ospitato i World Air Games, l'Olimpiade dell'aria organizzata dalla Federazione Aeronautica Internazionale.
Attualmente, l'aeroporto è sede del 34º Distaccamento Permanente "TORO" che ha qui la sua base di elicotteri medi Agusta Bell 205.